# Markus Brautsch
Markus Brautsch (* 1971 in Freystadt) ist ein deutscher Physiker und Hochschullehrer.

## Leben
Brautsch wuchs im mittelfränkischen Greding auf. Nach der Mittleren Reife besuchte er die Fachoberschule in Weißenburg. Danach studierte er Technische Physik in München und Erlangen. Er promovierte am Lehrstuhl für elektrische Energietechnik und rationelle Energiewandlung bei Professor Jürgen Schmid an der Universität Kassel. Seit 1998 unterrichtet er als Professor für Technische Thermodynamik, Energieeffizienz, Erneuerbare Energien an der zu diesem Zeitpunkt neugegründeten Ostbayerischen Technischen Hochschule (OTH) Amberg-Weiden. Am 8. Oktober 2014 wurde er zum Gastprofessor an der Jiangsu University ernannt.
Seit 2001 ist er Professor an der Fakultät für Maschinenbau und Umwelttechnik an der OTH Amberg-Weiden. Zusätzlich leitet er seit der Gründung 2009 das Institut für Energietechnik, welches sich mit der Verwendung der Kraft-Wärme-Kopplung befasst, und seit 2012 das Kompetenzzentrum KWK an der OTH Amberg-Weiden.

## Schriften (Auswahl)
- Markus Brautsch, Raphael Lechner: Effizienzsteigerung durch Modellkonfiguration in BHKW-Anlagen. Fraunhofer IRB Verlag, Stuttgart 2013, ISBN 978-3-8167-8932-1 (irbnet.de [PDF; abgerufen am 23. Juli 2019]).
- Raphael Lechner, Nicholas O’Connell, Markus Brautsch: Identifikation von Einsatzmöglichkeiten und Potentialen der Zündstrahltechnologie zur Verbesserung der Anlageneffizienz und Wirtschaftlichkeit von BHKW-Anlagen mit experimenteller Überprüfung der Vorteile an einer Pilotanlage unter realen Bedingungen im Praxisbetrieb. Fraunhofer IRB Verlag, Stuttgart 2015, ISBN 978-3-8167-9471-4.
- Patrick Adametz, Christian Pötzinger, Stefan Müller, Karsten Müller, Markus Preißinger, Raphael Lechner, Dieter Brüggemann, Markus Brautsch, Wolfgang Arlt: Thermodynamic Evaluation and Carbon Footprint Analysis of the Application of Hydrogen‐Based Energy‐Storage Systems in Residential Buildings. In: Energy Technology. Wiley-VCH Verlag, 8. September 2016, ISSN 2194-4288, S. 495–509, doi:10.1002/ente.201600388.
- Markus Brautsch: Dual fuel technology in biomass CHP-systems. In: Journal of Fundamentals of Renewable Energy and Applications. Band 7, Nr. 4, Juni 2017, ISSN 2090-4541, S. 61, doi:10.4172/2090-4541-C1-029 (29.–30. Juni 2017).
- The assessment of CH4 and N2O emissions in biomass CHP systems: 6th World Congress on Biofuels and Bioenergy, London 5-6. September 2017. In: Journal of Bioremediation & Biodegradation, p. 22. (2017), ISSN 2155-6199
- Experimental Investigation of Dual-Fuel Operation with Biomethane and Various Pilot Fuels Using Different Compression Ratios. In: Proceedings of the China National Symposium on Combustion (2017) (mit Raphael Lechner, A. Röll, Nicholas O’Connell)
- Optimization of Monitoring, Operating and Control Strategies for CHP-Plants. Fraunhofer IRB-Verlag, Stuttgart (2017) (mit Raphael Lechner, Nicholas O’Connell, T. Meierhofer)
- Raphael Lechner, Nicholas O’Connell, Thorsten Meierhofer, Markus Brautsch: Entwicklung, Umsetzung und Bewertung optimierter Monitoring-, Betriebs- und Regelstrategien für Blockheizkraftwerke. Fraunhofer IRB Verlag, Stuttgart 2018, ISBN 978-3-7388-0083-8.
- Markus Brautsch, Raphael Lechner, Andreas Röll, Nicholas O’Connell, Andreas Hornung: Woodgas CHP units: an efficiency and system comparison of the dual-fuel and gas-otto engine combustion process. In: Journal of Fundamentals of Renewable Energy and Applications. Band 8, Juli 2018, ISSN 2090-4541, S. 45, doi:10.4172/2090-4541-C4-059 (2.–4. Juli 2018).
- Aktuelle Trends und Innovationen in der KWK. Cluster-Forum „KWK – Effiziente Kraftwerkslösungen der Zukunft“; Amberg 8. März 2018
- Matthias Koppmann, Raphael Lechner, Tom Goßner, Markus Brautsch: Assessment Methodology for Efficiency, CO2-Emissions and Primary Energy Consumption for Refrigeration Technologies in the Industry. In: Applied Mechanics and Materials. Band 882, 2018, ISSN 1662-7482, S. 215–220 (scientific.net [abgerufen am 23. Juli 2019]).
- Nicholas O’Connell, Raphael Lechner, Andreas P. Weiß, Markus Brautsch: „Proof of Concept“ eines innovativen Abgasturbinensystems. In: BWK: das Energie-Fachmagazin. Band 70, Nr. 9. Springer-VDI-Verlag, 2018, ISSN 0006-9612, S. 10–13 (oth-aw.de [PDF; abgerufen am 23. Juli 2019]).
- Thomas Gollwitzer, Martin Huber, Markus Brautsch: Die neue Zukunftsperspektive der KWK? Chancen und Risiken innovativer Kraft-Wärme-Kopplung-Systeme. In: BWK: das Energie-Fachmagazin. Band 70, Nr. 6. Springer-VDI-Verlag, 2018, ISSN 0006-9612, S. 7 (oth-aw.de [PDF; abgerufen am 23. Juli 2019]).

## Auszeichnungen (Auswahl)
- 2023: Bayerische Staatsmedaille für soziale Verdienste[10]